# CONTAX TVS DIGITAL

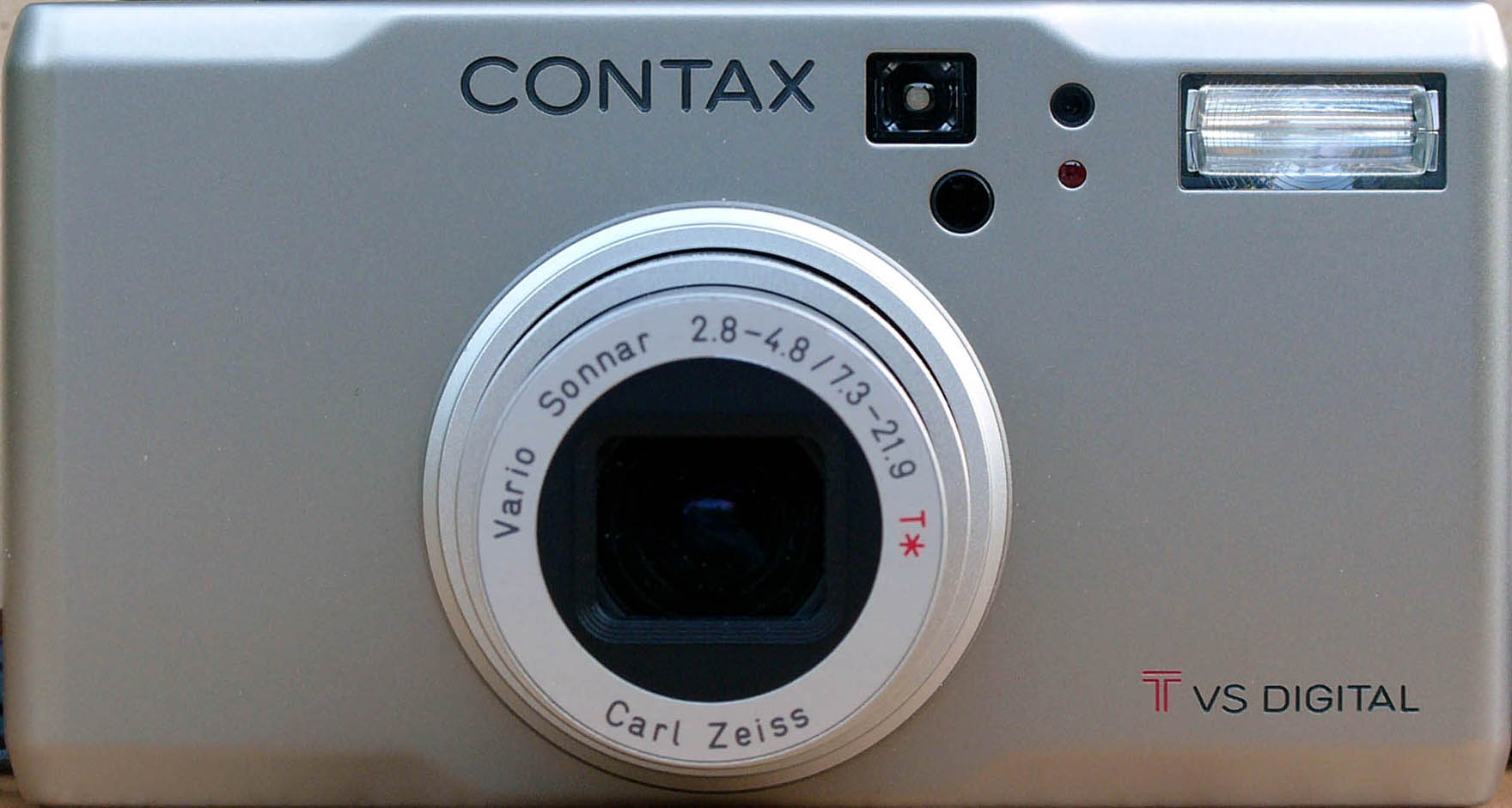
CONTAX TVS DIGITAL

CONTAX TVS DIGITAL（コンタックス TVS デジタル）は、2003年（平成15年）2月27日に京セラから発売されたコンタックスブランドのデジタルカメラ。

## 概要
カール・ツァイス社製光学3倍ズームレンズを搭載した高級コンパクトデジタルカメラで、高級コンパクトカメラコンタックスTシリーズのデジタル版にあたる。ボディ外装にチタン合金を採用し、レリーズボタンには人工多結晶サファイアを使用するなど、質感や触感にまでこだわっている。
遅くとも2005年までには、カメラ業界において「圧倒的な人気」であると認識されていた。

## 略歴
- 2002年（平成14年）
  - 9月25日 - フォトキナ2002に参考出品[2]。
  - 10月16日 - WPC EXPO 2002で日本国内初展示[3]。
- 2003年（平成15年）
  - 2月6日 - 発表。
  - 2月27日 - シルバーモデル発売。当初の発売予定日は2月20日であったが、部品調達の問題から1週間延期された。
  - 4月下旬 - チタンブラックモデル発売。
- 2004年（平成16年）
  - 12月 - 生産完了。
- 2005年（平成17年）
  - 3月18日 - ファームウェアのアップデートがインターネットでダウンロード出来るようになった（それまではサービスステーションに持ち込む必要があった）。
  - 9月 - 京セラによるコンタックス事業終了。
  - 10月18日 - 一部製品でのCCD不具合と保証期間延長・無償修理を発表[4]。
- 2009年（平成21年）12月（予定） - 補修サービス期限。

## 主な仕様
- 撮像素子
  - 有効画素数：500万画素（総画素数 525万画素）
  - サイズ及び形式：1/1.8" 原色CCD
- レンズ
  - 型名：カール・ツァイス・バリオゾナー T*
  - 焦点距離：7.3～21.9mm（35mm判カメラ換算換算35～105mm相当、光学3倍）
  - 明るさ（F値）：F2.8～4.8
  - レンズ構成：6群6枚
- 大きさ：112mm x 60mm x 33mm
- 重さ：約210g（本体のみ）
- ボディ・カラー：シルバー、チタンブラック
- 標準価格：
  - シルバー：128,000円（税抜き）
  - チタンブラック：138,000円（税抜き）